# گیاه‌پارچ بورکی
گیاه‌پارچ بورکی (نام علمی: Nepenthes burkei)، یک گونه از سرده گیاه‌پارچ‌ها و بومی جزیره میندورو در فیلیپین است، جایی که در ارتفاع ۱۱۰۰ تا ۲۰۰۰ متری رشد می‌کند. ارتباط بسیار نزدیکی با گیاه‌پارچ سیبویان و گیاه‌پارچ شکم‌دار دارد. به تازگی وارد کشت وسیع‌تری شده است.

## جوره‌های گونه
دو نوع گیاه‌پارچ بورکی شرح داده شده است.
گیاه‌پارچ بورکی جوره اکسلنس (۱۸۹۰)
گیاه‌پارچ بورکی جوره پرولیفیکا (۱۸۹۰)

## دورگه‌های طبیعی
گیاه‌پارچ بورکی × گیاه‌پارچ باله‌دار